# Tijeras Metzenbaum

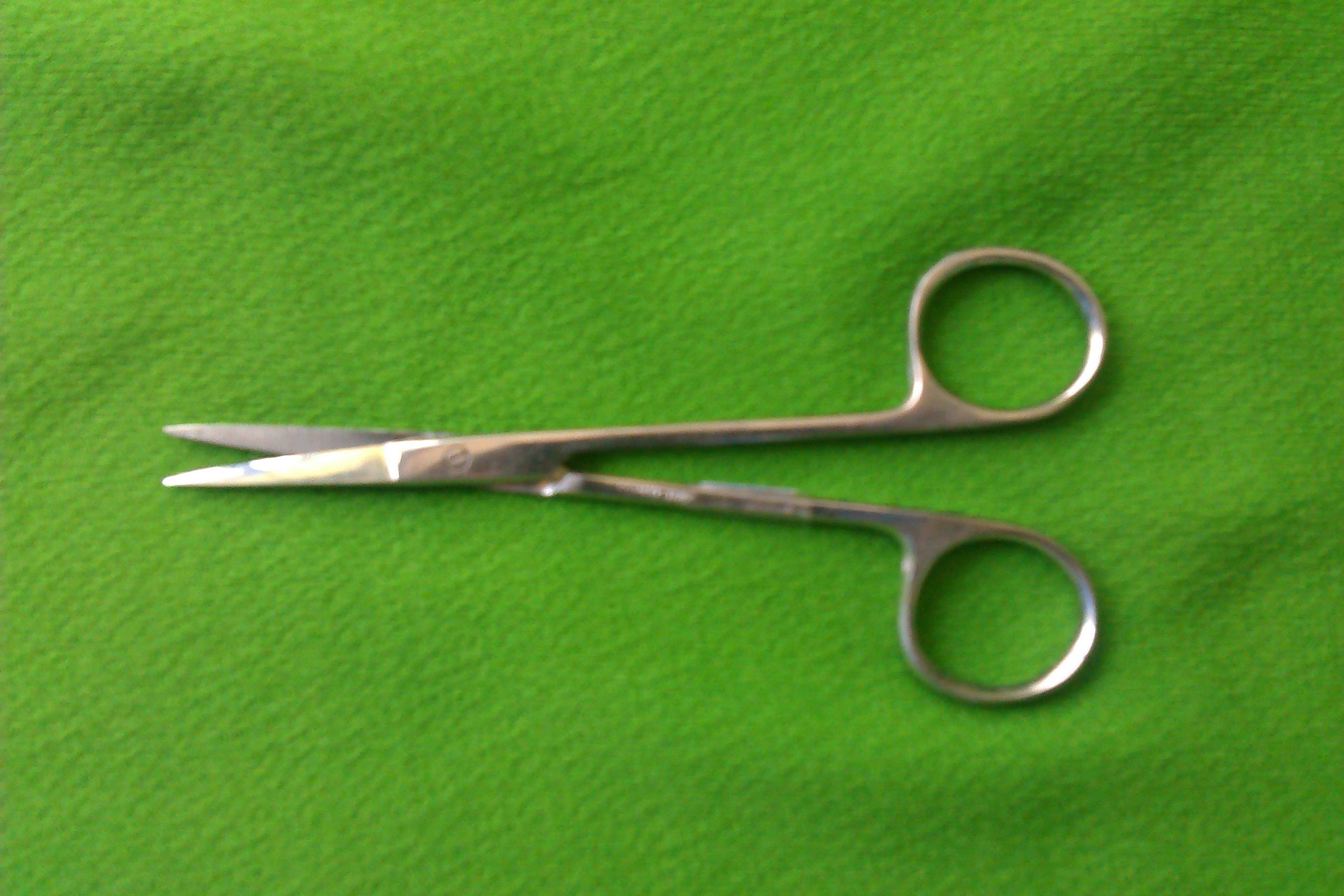
Tijeras Metzenbaum.

Las tijeras Metzenbaum son tijeras quirúrgicas diseñadas para cortar tejido delicado y disección gruesa. Las tijeras vienen en longitudes variables y tienen una relación de vástago a hoja relativamente larga. Están construidas de acero inoxidable y pueden tener insertos de superficie de corte de carburo de tungsteno. Las hojas pueden ser curvas o rectas y las puntas suelen ser romas. Este es el tipo más común de tijeras que se usa en operaciones relacionadas con órganos.

## Etimología
El nombre Metzenbaum deriva de su diseñador, Myron Firth Metzenbaum (1 de abril de 1876 - 25 de enero de 1944), un cirujano estadounidense que se especializó en cirugía oral y reconstructiva. En ocasiones, también se les conoce como pinzas de Metzenbaum o Metzenbaum-Lahey.